# Джаббаров, Сирагеддин Наджаф оглы
Сирагеддин Наджаф оглы Джаббаров (азерб. Siraqəddin Nəcəf oğlu Cabbarov; род. 15 декабря 1959, Имишлинский район) — глава исполнительной власти Сабирабадского района (с 2019).

## Биография
Родился 15 декабря 1959 года в Имишлинском районе. В 1981 году окончил Азербайджанский политехнический институт по специальности «инженер-механик».
С 1981 года работал инженером-технологом на Бакинском заводе плавки металла. До 1992 года являлся секретарём комсомольского комитета, заместителем главного металлурга, начальником производственной линии, председателем профсоюза работников данного завода.
С 28 августа 1992 по 25 апреля 2008 года являлся начальником отдела регистрации и территориального размежевания жилых участков, начальником хозяйственного отдела, начальником отдела по социально-экономическим вопросам аппарата, заместителем главы исполнительной власти Бинагадинского района г. Баку.
Глава исполнительной власти Саатлинского района (25 апреля 2008 — 17 мая 2019).
Глава исполнительной власти Сабирабадского района (с 17 мая 2019).
Член партии «Новый Азербайджан».

## Награды
- Орден «Труд» II степени (21 декабря 2017, за заслуги в развитии сельского хозяйства Азербайджана)[4]
- Орден «За службу Отечеству» II степени (14 декабря 2019, за активное участие в общественно-политической жизни Азербайджана)[5]